# Frédéric Fouret
Frédéric Fouret est un footballeur professionnel français, né le 24 octobre 1974 à  Thonon-les-Bains. Formé à l'Olympique Lyonnais dans les années 90, il évoluait au poste d'attaquant.

## Biographie
Fréderic Fouret  commence le football très jeune au sein du club de Monnetier-Mornex en Haute-Savoie. Par la suite, il va faire des essais concluants et évoluer au club de Thonon-les-Bains de poussins jusqu'à cadets avant d'intégrer le prestigieux centre de Formation de l'Olympique lyonnais. Avec l'OL, Fréderic Fouret enchaîne les buts en championnat de France amateur de football, inscrivant pas moins de 27 buts en seulement 17 matchs disputés. Après une finale de Coupe Gambardella perdue en 1992, il décroche le titre en 1994 aux côtés de Ludovic Giuly, Jean-Christophe Devaux, Fabrice Fiorèse, Frédéric Patouillard et Cédric Bardon en s'imposant sur le score de 5-0 face au Stade Malherbe de Caen où il inscrira un triplé. Valeur montante du centre de formation et au vu de ses excellentes performances, c'est tout logiquement que Jean Tigana l'appelle en 1995 en équipe première pour y faire ses débuts de footballeur professionnel aux côtés de joueurs tels que Pascal Olmeta, Sylvain Deplace, Éric Roy, Franck Gava et Florian Maurice. Le 16 août 1995, il fait rapidement parler de ses talents de buteur lors d'un match amical perdu 3-2 face au FC Barcelone où il inscrit le deuxième but de son équipe. 
Peu de temps après, Guy Stephan lui fait découvrir officiellement la ligue 1 lors de la saison 1995-1996 face à l'OGC Nice. Le 27 avril 1996, il inscrit son premier but en championnat face à l'AS Monaco qui était alors considérée comme l'une des toutes meilleures équipes de France en comptant dans ses effectifs les futurs champions du monde et d'Europe Lilian Thuram, Emmanuel Petit, Thierry Henry, Fabien Barthez et David Trezeguet. Cette même année, il atteindra la finale de la coupe de ligue où Lyon s'inclinera face au FC Metz de Robert Pires. Malgré des débuts remarqués avec l'Olympique lyonnais, il n'a que peu de temps de jeu pour montrer son talent sur la pelouse du stade Gerland, car à cette époque le jeune Florian Maurice cartonne avec ses buts à répétition et laisse donc peu de temps de jeu aux autres attaquants. 
En 1996-1997 pour sa deuxième saison chez les pros, l'OL voit son attaquant vedette Florian Maurice se blesser gravement en début de championnat, ce forfait lui laisse donc plus de temps de jeu au sein du groupe professionnel mais généralement Guy Stephan puis Bernard Lacombe décide de confier l'attaque à Cédric Bardon et Alain Caveglia. Lors de la dernière journée de championnat, il fera partie du groupe lyonnais qui s'imposera 8-0 face à Marseille. 
En 1998-1999 malgré son souhait de faire carrière à Lyon, il comprend qu'il sera très difficile de faire ses preuves face à une concurrence offensive trop importante, Frédéric Fouret décide donc d'être prêté à Châteauroux. Après de bon début avec le LB Châteauroux, il voit sa saison s'interrompre à cause d'une grosse blessure. 
En 1999-2000, il est de nouveau prêté au Nîmes Olympique sans passer par la case Lyon. Il réalisera une bonne saison en prenant part à toutes les rencontres de championnat. De retour à Lyon la saison suivante, il est écarté du groupe malgré un comportement exemplaire. Santini alors entraîneur de l'époque, admettra que Fouret avait un comportement exemplaire et avoir failli le prendre dans le groupe pour la coupe d'Europe pour remplacer l'international Français Tony Vairelles. Malgré deux ans de contrat restant, il décide de quitter définitivement l'OL par manque de considération de l’entraîneur de l'époque. Cependant, aujourd'hui encore, il garde de bons contacts avec le club dont il est toujours fan et y passe occasionnellement.
En 2000, après six mois de prêt réussi, il s'engage avec l'AS Nancy-Lorraine pour y évoluer 4 saisons, il y portera également le brassard de capitaine. 
Par la suite, il va s'engager à Valence en National, où il va faire une excellente saison en terminant 2e meilleur buteur du championnat (avec 17 buts), juste derrière Steve Savidan (Valenciennes, avec 19 buts), et permettre à son club de terminer 2ème et monter en Ligue 2. Cependant, la DNCG refuse la montée, et le club va finalement déposer le bilan à cause de difficultés financières.  
Frédéric Fouret va donc quitter le club et s'engager à Clermont-Foot pendant une saison en Ligue 2, où il va marquer 13 buts. L'année suivante, il file au Havre et évolue notamment aux côtés de bons jeunes joueurs tels que Steve Mandanda, Didier Digard, et Guillaume Hoarau. Par manque de temps de jeu, il rompt son contrat avec le club et part en direction de Gueugnon, où le club va finir 20ème du championnat et descendre en National. Cependant, Frédéric Fouret reste seulement 6 mois au club et va s'engager en cours de saison à Cannes en National pour terminer sa carrière professionnelle. 
À la suite de cela, Frédéric Fouret décide de continuer le football amateur à Menton en CFA 2, puis au Cannet-Rocheville en DH.

## Après carrière
À la fin de son contrat avec l'AS Cannes, Fréderic Fouret s'est reconverti en conseiller de gestion de patrimoine auprès de sportifs de haut niveau. Il occupe également un poste d'éducateur à l'OGC Nice.

## Licence amateur
- 2009-2010 :  Rapid de Menton (CFA2)
- 2010- :  Entente Sportive du Cannet Rocheville (DH)[1]

## Statistiques
- 1 match en Coupe de l'UEFA
- 29 matchs et 3 buts en Ligue 1
- 207 matchs et 39 buts en Ligue 2
- 76 matchs et 29 buts en National